# S-Connection
S-Connection var en pop- och soulgrupp från Sverige. Gruppen bestod av producenterna och låtskrivarna Håkan Lundberg, Henrik Kool, Jonas Rabe samt sångerskan AnaBelle.
Gruppen släppte först tre singlar med Sidelake/Virgin Records. "Turn It Up", som även återfanns på Absolute Dance 6, "Could It Be I'm Falling In Love" och "It May Be Winter Outside", som också kunde höras på Absolute Christmas Classics.
Gruppen bytte därefter skivbolag och spelade in albumet "Disconnected". Albumet släpptes 1995 på danska skivetiketten CMC Records och spelades in i PUK-studion strax utanför Randers i Danmark. Ett flertal av låtarna släpptes som singlar och gruppen turnerade flitigt i Danmark och uppträdde ett flertal gånger på nationell dansk TV. Inför lanseringen av albumet i Japan skrevs och producerades ytterligare en låt av Håkan Lundberg och Jonas Blees med namnet "Summerlove". "Summerlove" blev den Japanska albumtiteln och singeln med samma namn blev en stor framgång och låg under en längre period på första plats på Japanska danslistan. 
Gruppmedlemmarna gick därefter skilda vägar. Håkan Lundberg och AnaBelle har dock under 2007 åter börjat samarbeta igen och släppt house-singeln "Brand New Day" under namnet Starchild featuring AnaBelle på danska klubb-etiketten Soulmagic.

## Diskografi

### Disconnected
CMC Records 1995 / Danmark
1. Turn It Up (Lundberg/Kool)
2. It's Gonna Be Allright (Rabe/Eklund)
3. Could It Be I'm Falling In Love (Steals/Steals)
4. Stuck On My Mind (Lundberg/Kool)
5. Should Have Known You Better (Rabe/Eklund)
6. Bodytalk (Rabe/Eklund)
7. Be Where You Are (Rabe/Wallblom)
8. Get Away (Lundberg/Kool)
9. Change Your Ways (Rabe/Eklund)
10. The Tower Of Love (Lundberg/Kool)
11. Prisoner (Rabe/Lagerholm/Lundin)
12. Thinkin' About The Love (Lundberg/Kool)

### Summerlove
Avex 1996/Japan
1. Summerlove (Lundberg/Blees)
2. Could It Be I'm Falling In Love (Steals/Steals)
3. Bodytalk (Rabe/Eklund)
4. Stuck On My Mind (Lundberg/Kool)
5. Change Your Ways (Rabe/Eklund)
6. Be Where You Are (Rabe/Wallblom)
7. It's Gonna Be Allright (Rabe/Eklund)
8. Turn It Up (Lundberg/Kool)
9. Should Have Known You Better (Rabe/Eklund)
10. Get Away (Lundberg/Kool)
11. Prisoner (Rabe/Lagerholm/Lundin)
12. Thinkin' About The Love (Lundberg/Kool)
13. The Tower Of Love (Lundberg/Kool)
14. It May Be Winter Outside (White)
15. Summerlove (Sunshine State Popstatic 7")
16. It's Gonna Be Allright (Uno Clio Radio)
17. Bodytalk (DND Radio Edit)

## Övrigt
- Daniel Lemma sjunger duett med AnaBelle på "Be Where You Are"
- Michael Feiner från The Attic spelar saxofon på "Summerlove".
- Melodie MC och Mayomi gör gästspel och rappar på skivan.
- Iris Esell, Anna-Maria Wallblom och Karin Sjöalth medverkar som kör på ett flertal låtar.